# Glock 19
Glock 19 (Глок-19) — самозарядный пистолет фирмы Glock. Отличается от пистолета Glock 17 меньшей длиной затвора-кожуха и пистолетной рукояти.

## Описание
Glock 19 впервые был представлен в 1988 году как компактный вариант модели Glock 17, созданный для гражданского рынка оружия и для вооружения различных спецслужб и армейских офицеров. Glock 19 очень быстро стал пользоваться огромной популярностью и в полиции, и у рядовых граждан, покупающих компактные пистолеты для скрытого ношения в целях самообороны и спортивной стрельбы. Модель 19 отличается укороченным стволом (до 102 мм) и рукояткой, вмещающей магазин ёмкостью 15 патронов. Могут также присоединяться иные магазины большей ёмкости, предназначенные для моделей 17 и 18.
Компактный пистолет теперь обладал огневой мощью, сопоставимой с армейским оружием. Glock 19 так же, как и остальные пистолеты данного производителя имеет высокие боевые и эксплуатационные качества. К тому же сами размеры пистолета, и особенно его масса, были много меньше, чем у других компактных пистолетов в то время. Ничего подобного, сравнимого по сочетанию таких качеств, как малые габариты и вес, удобство ношения, простоты в использовании и эксплуатации, надёжности работы и огневой мощи, до появления Glock 19 просто не существовало.
Используемый патрон имеет достаточно высокое останавливающее действие пули, приемлемую силу отдачи даже в сравнительно лёгком оружии, небольшие габариты и выпускается в различных вариантах снаряжения.

## Конструкция
Glock 19 имеет конструкцию, одинаковую с другими пистолетами фирмы Glock (за исключением пистолетов Glock 25 и Glock 28, использующих другой принцип работы автоматики: принцип свободного затвора). Автоматика пистолета работает по принципу использования отдачи при коротком ходе ствола, отпирание затвора происходит при перекосе ствола в вертикальной плоскости вследствие взаимодействия фигурного паза в приливе казённой части ствола с корпусом пистолета. Запирание производится за счёт вхождения прямоугольной казённой части ствола в окно для выброса гильз. Ударно-спусковой механизм ударниковый, с частичным взведением, и довзведением при каждом выстреле. Имеются три автоматических предохранителя: предохранитель на спусковом крючке блокирует движение крючка назад, освобождая его только при нажатии непосредственно на сам спусковой крючок; один предохранитель ударника делает невозможным выстрел при срыве ударника, второй блокирует ударник до тех пор пока не будет выжат спусковой крючок, ручных предохранителей пистолет не имеет. Рамка пистолета сделана из полимерного материала.

## Варианты
- Glock 19C — оснащён компенсатором у дульного среза и отверстиями в затворе-кожухе над ним, уменьшающими подскок оружия при выстреле.
- Glock 19X — пистолет, разработанный для участия в конкурсе XM17 для поставок в армию США, в котором уступил место SIG Sauer P320 M17. Отличается увеличенной рамкой от полноразмерного Glock 17 и компактным затвором от Glock 19.

## Страны-эксплуатанты
Пистолет используется в полиции, специальных подразделениях и вооруженных силах различных стран мира.
- Австрия — состоит на вооружении полицейского спецподразделения EKO Cobra[2]
- Азербайджан — в 2013 году было приобретено 160 шт. для спецподразделений[3][4]
- Ватикан — используется Швейцарской гвардией.
- Молдова — разрешен в качестве служебно-штатного оружия, используемого предприятиями, учреждениями и организациями при осуществлении возложенных на них задач по охране собственности, защите жизни и здоровья людей, природы, природных ресурсов, а также должностными лицами (может быть выдано в качестве личного оружия президенту страны, членам правительства, депутатам парламента, председателю Верховного Суда и председателям судов, а также прокурорам всех уровней и их заместителям)[5]
- Россия — на вооружении Федеральной службы исполнения наказаний[6].
- Украина — в 2007 году было закуплено 232 шт. Glock-19[7], в 2013 году ещё одна партия Glock-19 поступила на вооружение спецподразделения «Титан» Государственной службы охраны МВД Украины[8], в дальнейшем закупки продолжались[9]
- Эстония — в 2017 для службы полиции и погранохраны было закуплено 3000 шт Glock-19 и 1000 шт. Walther P99Q[10]
- Израиль — в Израиле используется как в армии, так и в полиции